# Ditte Søndergaard
Ditte Søndergaard (født 6. juni 1985) er en dansk ungdomspolitiker, der fra 2011 til 2013 var formand for Radikal Ungdom. Hun har siden 2010 været medlem af Det Radikale Venstres hovedbestyrelse og tidligere været formand for Radikal Ungdoms hovedbestyrelse .
Ditte Søndergaard studerer statskundskab ved Københavns Universitet og har bl.a. arbejdet for FN, Videnskabsministeriet og Radikale Venstres Politisk-Økonomiske sekretariat på Christiansborg.
Ditte Søndergaard blev valgt som folketingskandidat i Københavns Storkreds ved Radikale Venstre Hovedstadens Årsmøde d. 2. april 2011. Hun fik 1.116 personlige stemmer ved folketingsvalget den 15. september 2011 og var kun 111 stemmer fra at blive valgt ind .